# Uli Schad
Uli Schad (* vermutlich in Oberdorf, Kanton Basel-Landschaft; † 14. Juli 1653 in Basel) war ein Schweizer Hauptanführer im Schweizer Bauernkrieg.

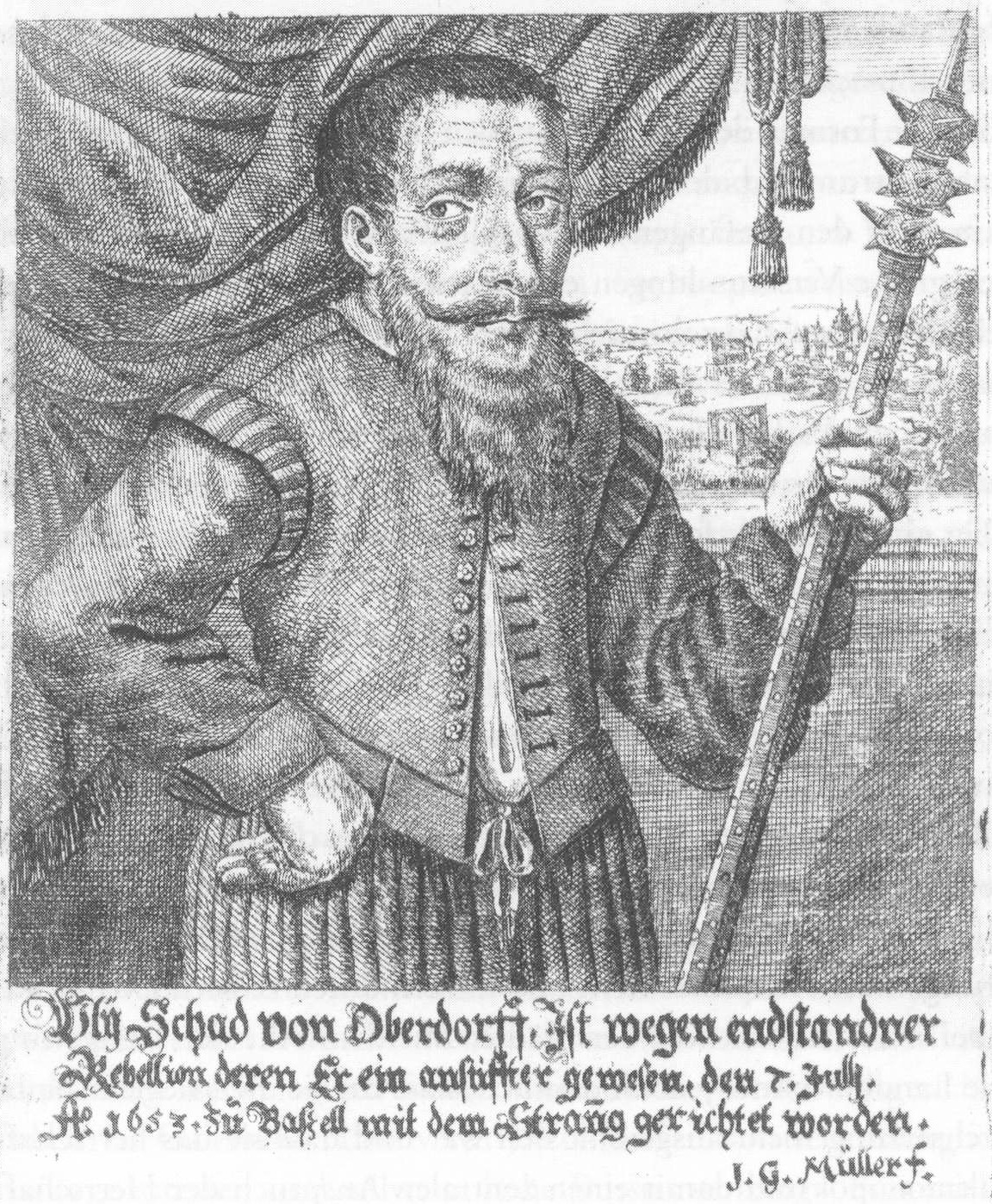
Uli Schad

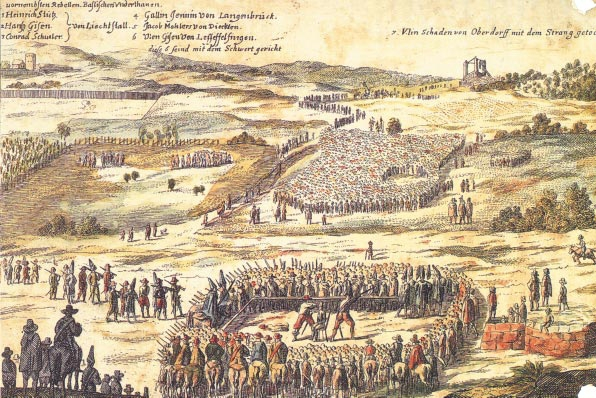
Richtplatz, 24. Juli, 1653

## Leben und Werk
Schad wuchs vermutlich in Oberdorf auf und arbeitete als Weber. Er heiratete eine Witwe, die Kinder mit in die Ehe brachte. Ab 1649 war Schad Gerichtssässe am Gericht Waldenburg, und ab 1652 war er als Mitglied des Oberdorfer Banngerichts tätig.
Schad galt neben Isaak Bowe als Hauptanführer der Baselbieter Untertanen im Bauernkrieg von 1653.
Als solcher setzte er sich dafür ein, dass die herrschaftliche Willkür der städtischen Oberschicht und ihre überhöhten Steuerforderungen u. a. auf Salz und die Militärsteuer aufgehoben werden. Schad forderte auch den Beitritt zum Bauernbund von Huttwil, einem Zusammenschluss eidgenössischer Bauern gegen ihre zunehmend absolutistischen Hauptstädte.
Schad galt als «die Seele des Aufstandes». Er wurde verhaftet, gefoltert und schliesslich mit sechs weiteren Basler Aufständischen am 14. Juli 1653 hingerichtet.
1904 wurde in Liestal ein Denkmal mit der Inschrift «Unterdrückt, aber nicht überwunden» für Uli Schad, Hans Gysin von Liestal, Uli Gysin von Läufelfingen, Galli Jenny von Langenbruck, Joggi Mohler (* 29. November 1590; † 14. Juli 1653) von Diegten, Konrad Schuler von Liestal und Heinrich Stutz von Liestal erstellt.
In Oberdorf erinnert die von Fritz Bürgin geschaffene Skulptur am Uli-Schad-Brunnen an diesen unglücklichen, aber mutigen Oberdorfer. Auch eine Seitenstrasse trägt seinen Namen.

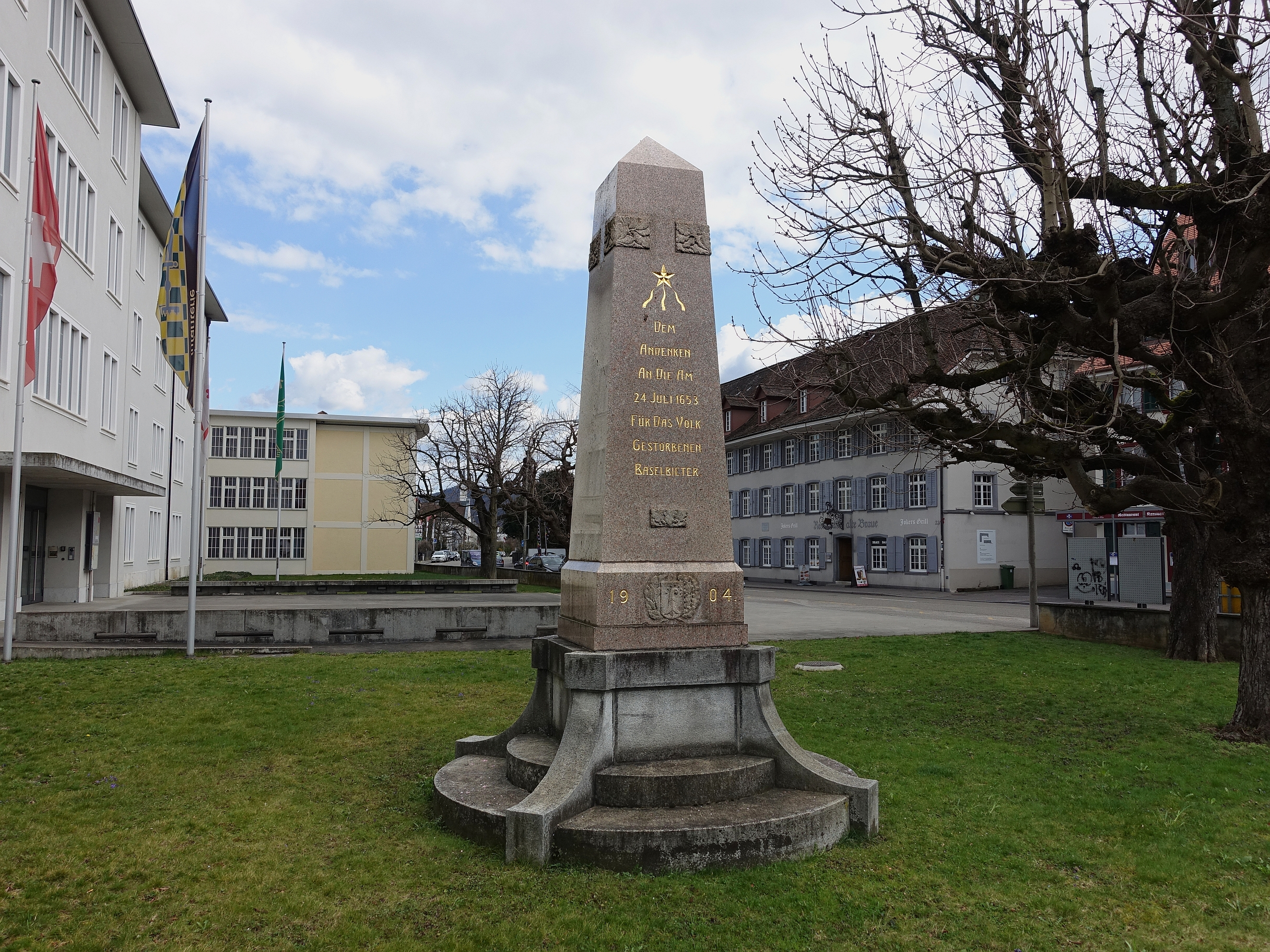
Bauernkrieg-Denkmal in Liestal
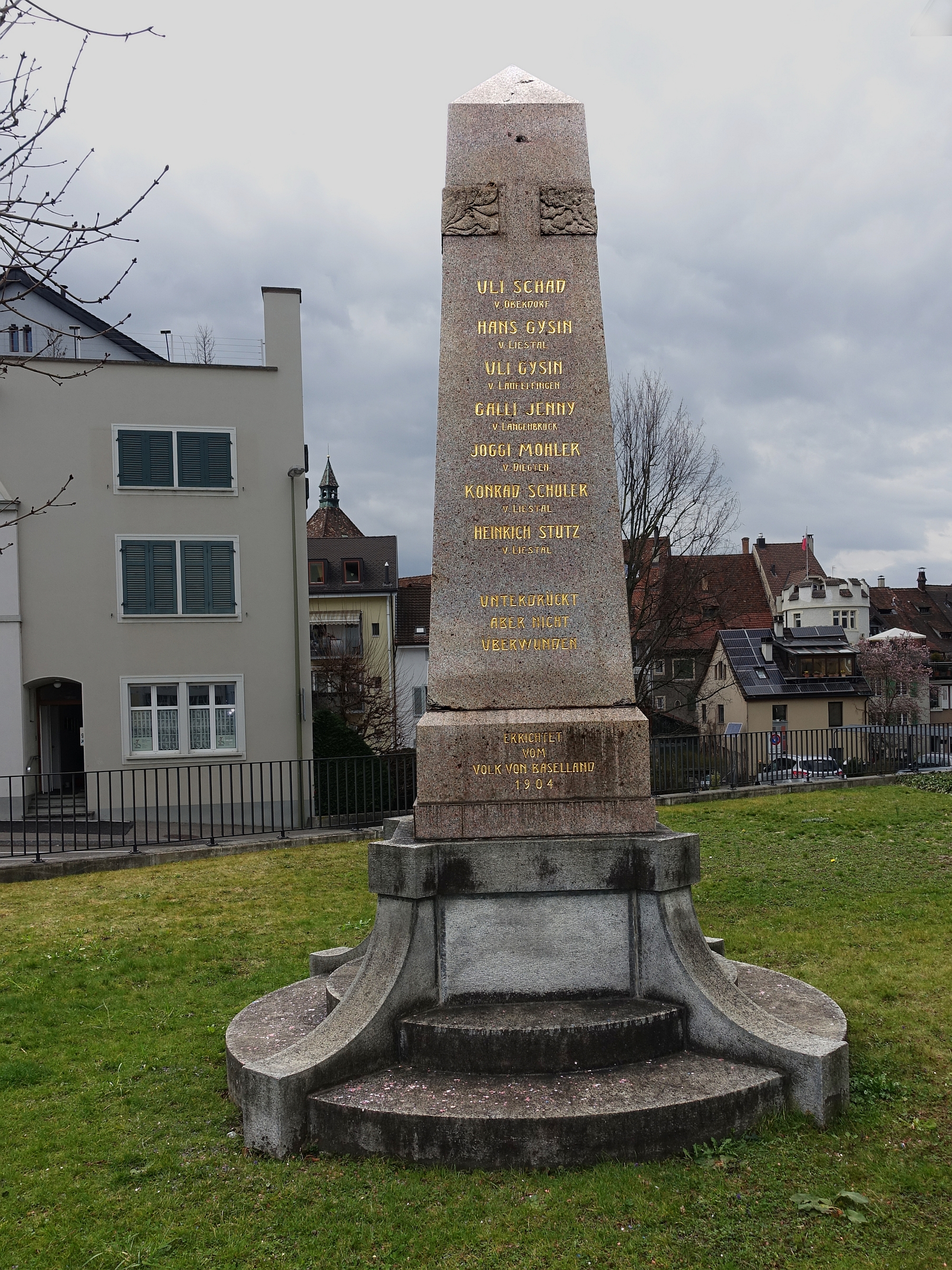
Bauernkrieg-Denkmal in Liestal
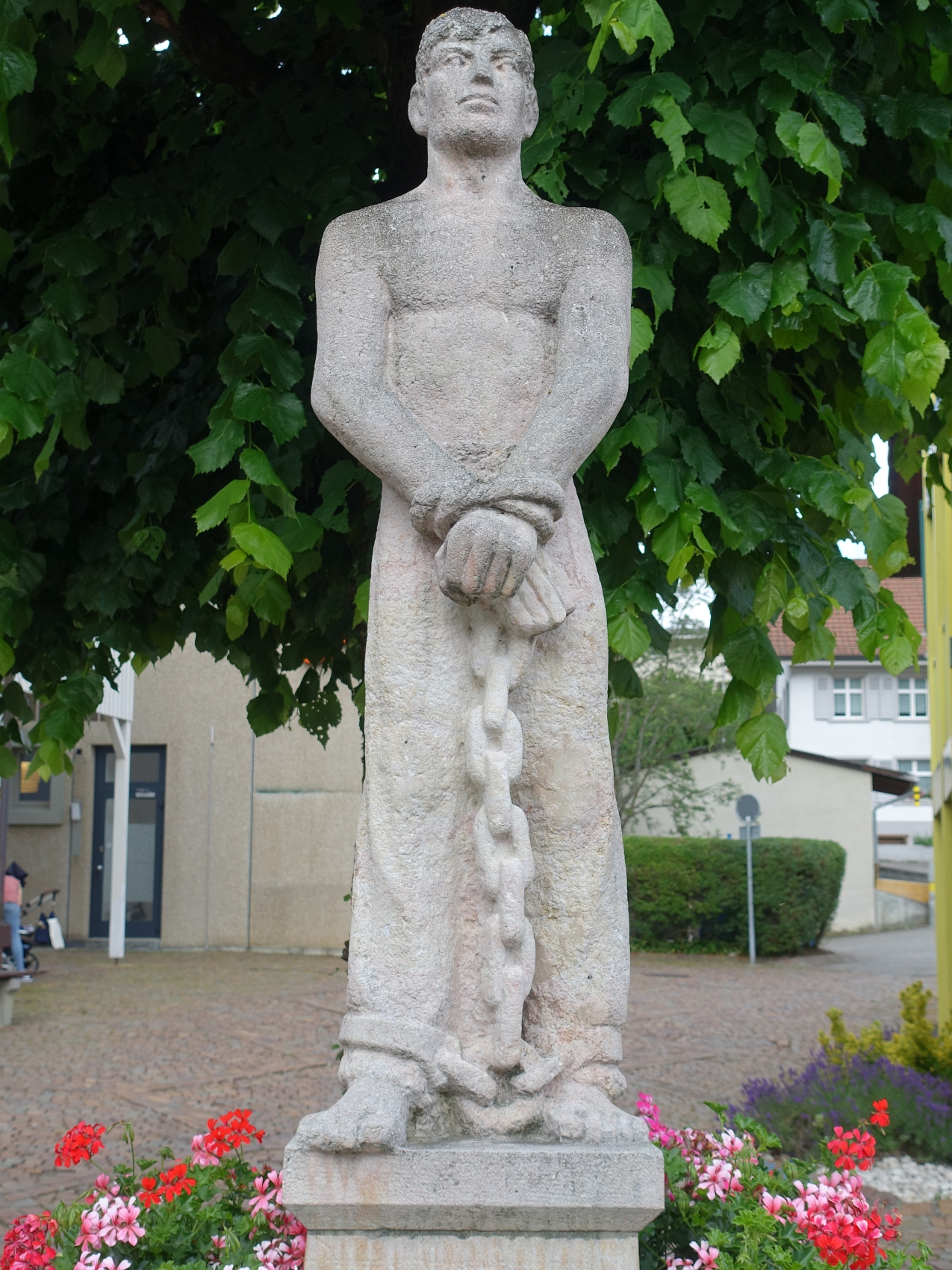
Uli-Schad-Brunnen in Oberdorf
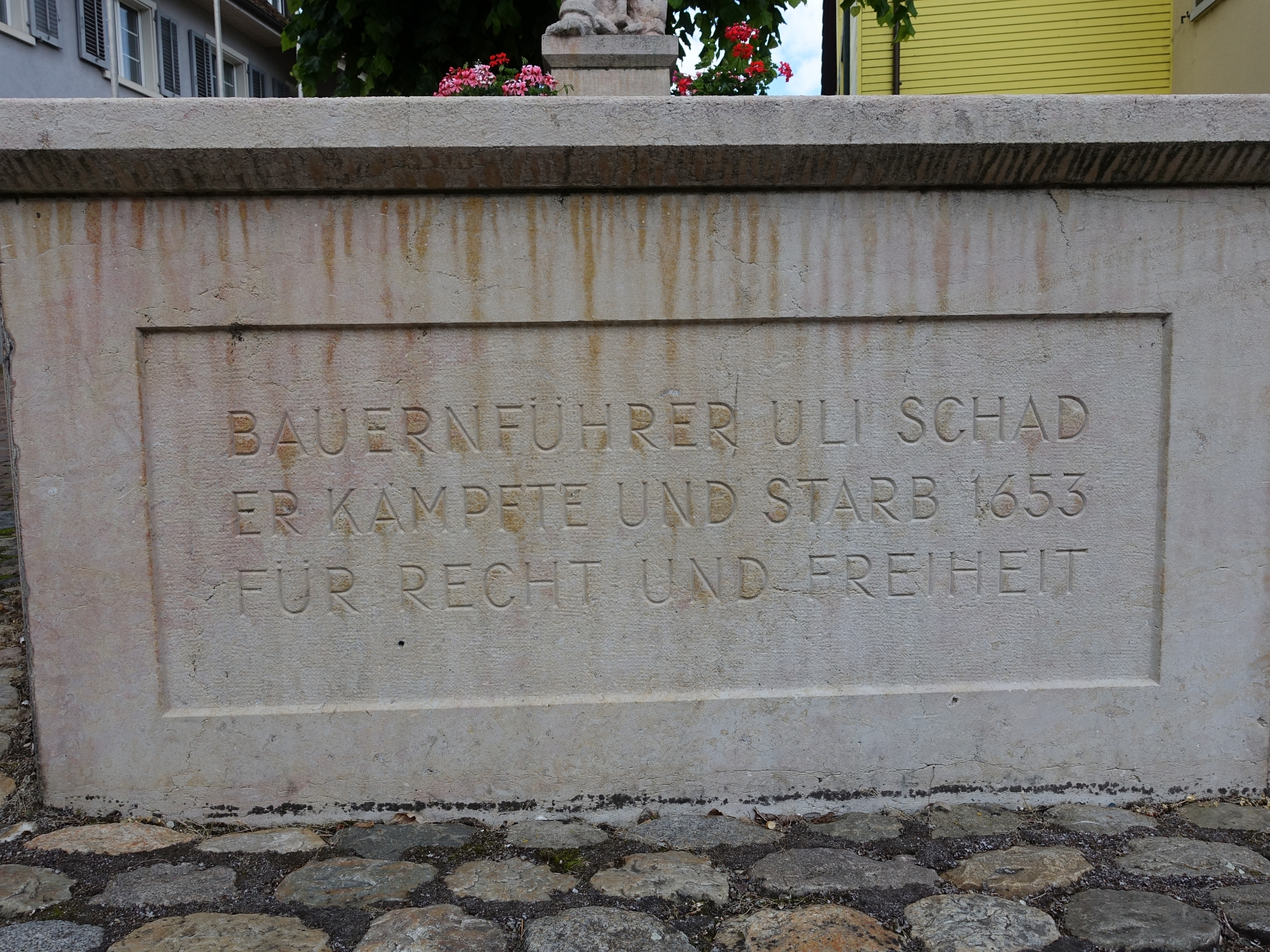
Inschrift Uli-Schad-Brunnen
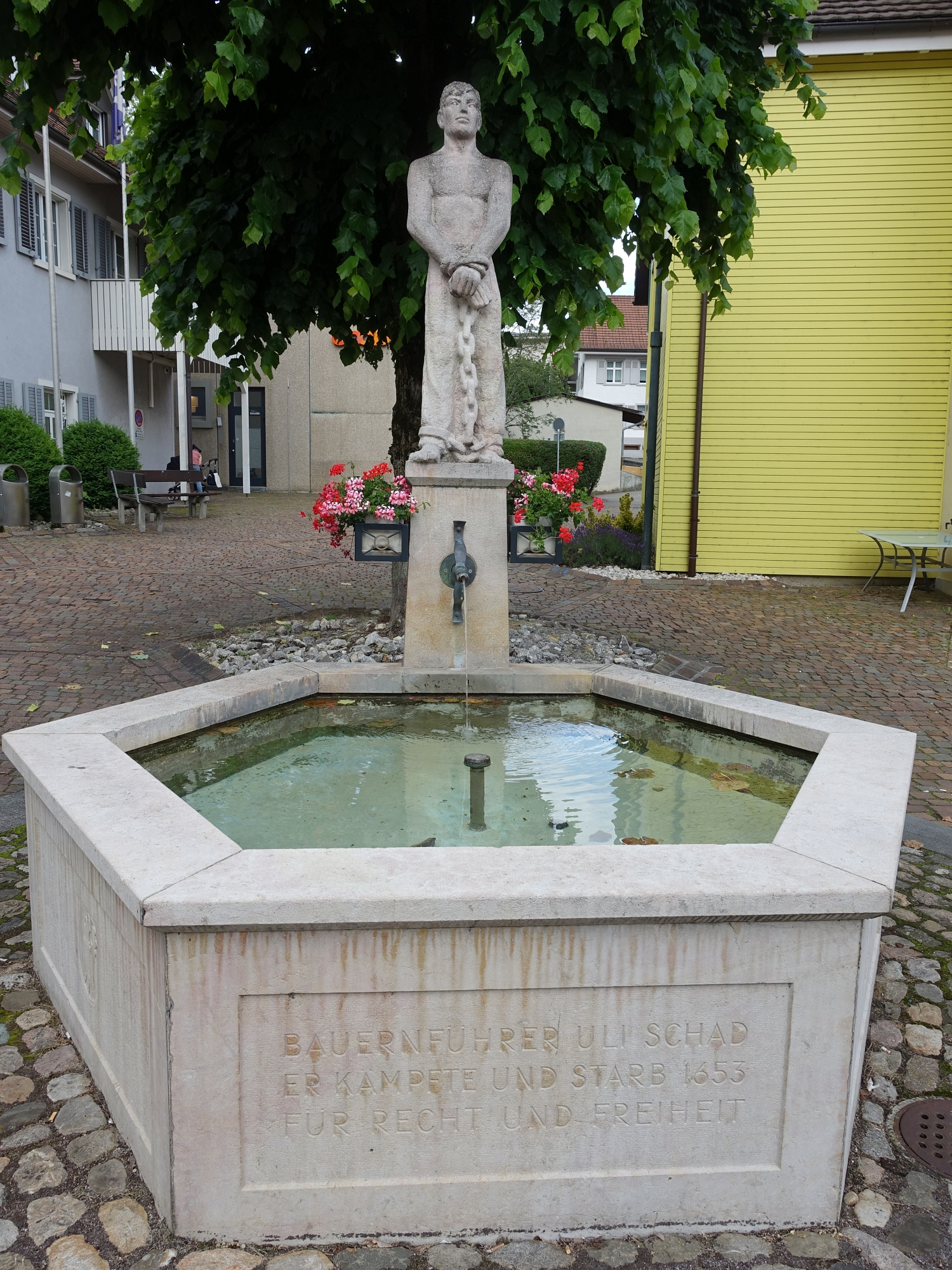
Uli-Schad-Brunnen in Oberdorf